# Paope jõgi
Paope jõgi är ett 7 km långt vattendrag på Dagö i västra Estland. Det ligger i Hiiu kommun i Hiiumaa (Dagö), 140 km väster om huvudstaden Tallinn. Den har sitt utflöde i viken Paope laht i Östersjön som ligger på nordvästra delen av Dagö.